# 마이 페어 웨딩
"마이 페어 웨딩"(My Fair Wedding)은 한국에서 제작된 장희선 감독의 2014년 다큐멘터리 영화이다. 김조광수 등이 주연으로 출연하였다.

## 출연

### 주연
- 김조광수
- 김승환

## 기타
- 프로듀서: 김정영
- 프로듀서: 김승환
- 조연출: 조유진
- 믹싱: 고아영
- 예고편 메이킹: 소준문